# Tipula phryne
Tipula phryne är en tvåvingeart som beskrevs av Alexander 1945. Tipula phryne ingår i släktet Tipula och familjen storharkrankar.
Artens utbredningsområde är Nordkorea. Inga underarter finns listade i Catalogue of Life.